# Kretnost
Kretnost stroja je pojam koji govori kolikim se brojem okretaja okreće pojedini stroj. Veličinu najčešće iskazujemo u okretajima u minuti (vrlo često se upotrebljava engleska oznaka rpm - revolutions per minute) ili po SI sustavu u okretajima u sekundi ({\displaystyle sekunda^{-1}}). Izražavanje kretnosti strojeva se koristi za usporedbu izvedbi motora, turbina, sisaljki, kompresora,...
Općenito govoreći, po kretnosti se strojevi dijele na:
sporokretne
srednjekretne
brzokretne
Svaka vrsta strojeva ima svoje granice kretnosti, tako da broj okretaja srednjekretnosti u jednom području ne znači da će tolika biti i u drugom.
Za motore s unutrašnjim izgaranjem granice kretnosti su sljedeće:
sporokretni motori su motori s brojem okretaja do 200 u minuti
brzokretni motori imaju broj okretaja veći od 1200 u minuti
srednjekretni motori ulaze između njih
Uspoređujući starije autore, granica brzokretnosti je bila niža, ali se danas podigla na rečenu vrijednost, koja se može naći kod više izvora. Također, danas se može pronaći ponegdje još jedna kategorija, za motore s više od 10 000 okretaja u minuti  (tu spadaju trkaći motori, razni motori za specijalne namjene,...)
Kretnost strojeva se vrlo često miješa s hodnosti strojeva, pa se često zamjenjuju termini brzohodni i brzokretni, sporohodni i sporokretni,...